# Etonic
Etonic je výrobce sportovní obuvi (golfové, bowlingové a běžecké) a dalších sportovních doplňků (např. golfové rukavice). Firma byla založena roku 1876 v USA, od roku 2006 je vlastněna italským výrobcem sportovních potřeb Lotto Sport Italia.

## Historie
Společnost vznikla roku 1876 v americkém Brocktonu ve státě Massachusetts, jejím zakladatelem byl Charles A. Eaton, jehož příjmení se stalo inspirací pro název (původně C.A. Eaton Co). Během první světové války dodávala obuv pro spojenecká vojska. V roce 1976 dochází k přejmenování na název Etonic.
Od roku 1945 se Etonic začíná specializovat na golfovou obuv. Úspěchem firmy bylo zorganizování Turnaje šampionů v 50. letech 20. století, kdy si někteří z profesionálních hráčů nazuli boty Etonic. Později se firma začala zabývat i výrobou běžecké a bowlingové obuvi.
V roce 2006 firmu koupil významný italský výrobce sportovních potřeb Lotto Sport Italia, který tak posílil svou pozici na americkém trhu.